# 丘爾奇赫拉

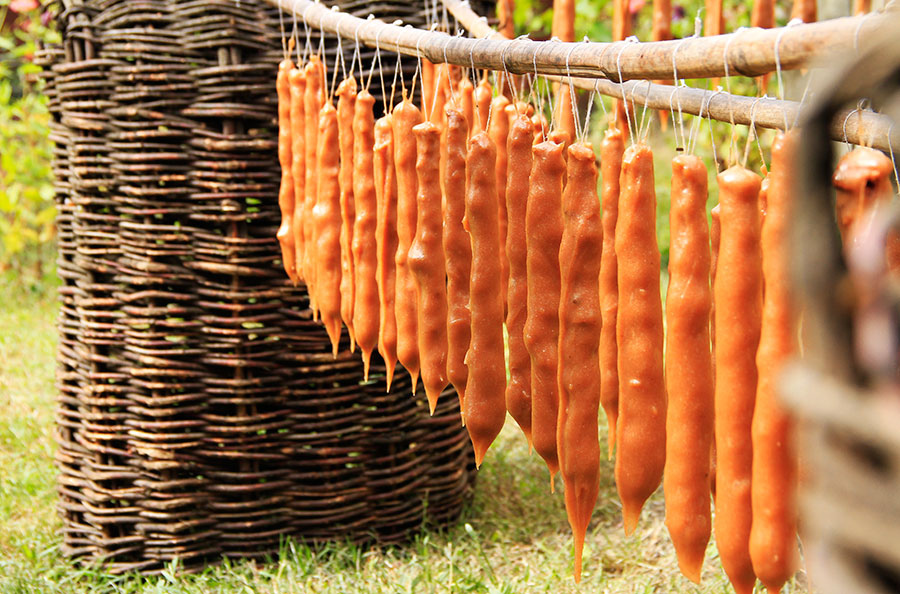

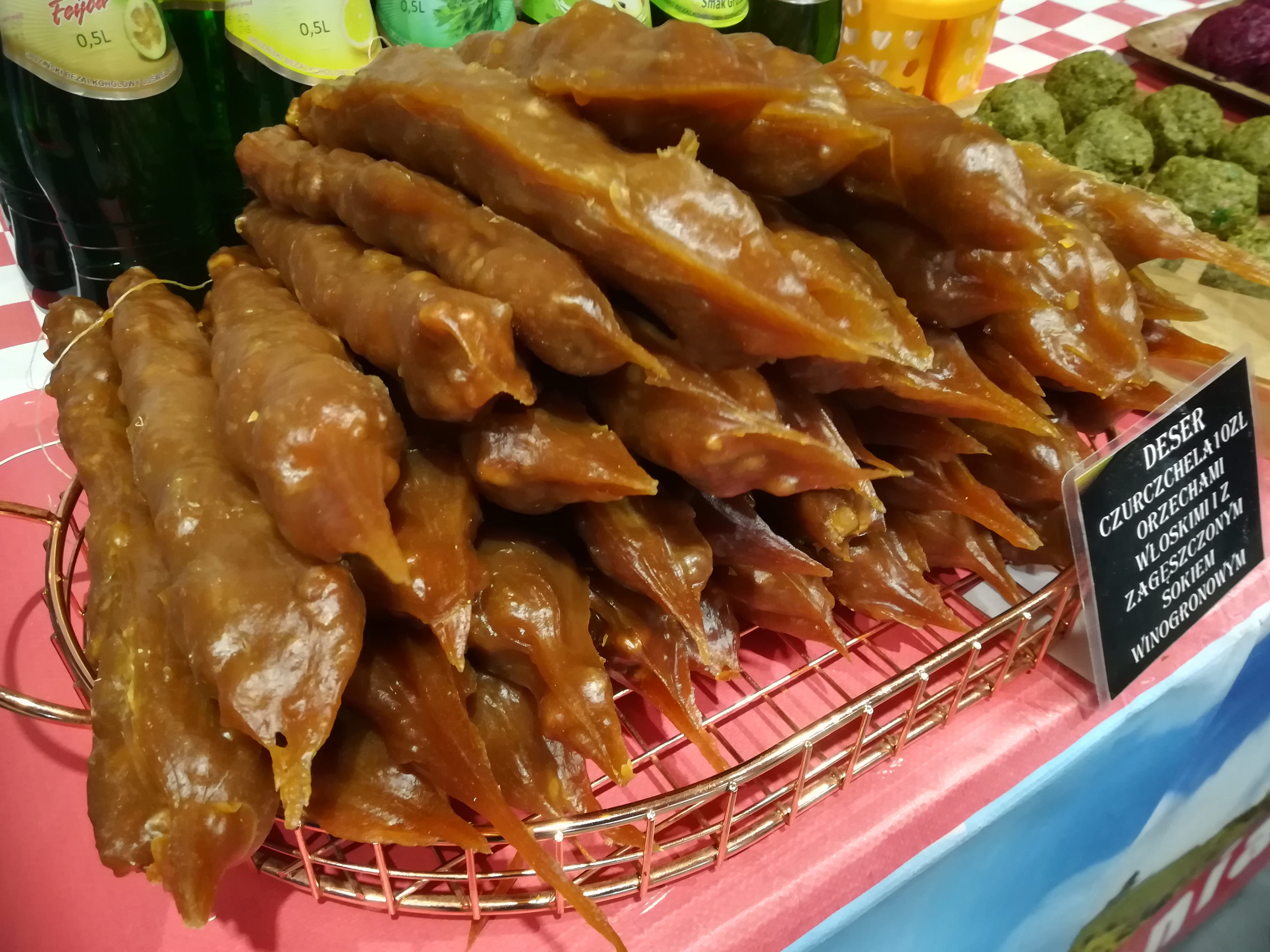

丘爾奇赫拉（喬治亞語發音：[tʃʰuɾtʃʰχela]）是一種起源於格鲁吉亚的棒狀甜食。除了格鲁吉亚之外，也在俄羅斯、希臘、塞普勒斯、土耳其等鄰國流行。
主要材料是葡萄果汁（其他水果的果汁亦可）、小麥粉、堅果類（杏仁、核桃、榛子、葡萄乾）。將附在棒上的堅果插入小麥粉中，再用果汁浸泡，曬乾後即可食用。